# Madamageri, Parasgad
Madamageri là một làng thuộc tehsil Parasgad, huyện Belgaum, bang Karnataka, Ấn Độ.